# Ричмонд, Кеннет
Кеннет Алан «Кен» Ричмонд (англ. Kenneth Alan "Ken" Richmond; 10 июля 1926,  Кенсингтон, Лондон, Великобритания — 2 августа 2006, Крайстчерч, Дорсет, Великобритания) — британский борец вольного и греко-римского стилей, бронзовый призёр Олимпийских игр, победитель Игр Британской империи и Содружества наций.

## Биография
Кен Ричмонд родился в Лондоне. Когда Ричмонду исполнилось три года, их семью оставил отец. В юношеском возрасте работал в кинокомпании Pinewood Studios и даже снялся в эпизодической роли в фильме Генрих V. Во время Второй мировой войны в 1944 году должен был быть призван в армию, но являясь убеждённым пацифистом отказался служить в вооружённых силах, и в течение семи месяцев отбывал наказание в тюрьме. После войны работал на китобойном судне в Антарктике. Во второй половине 1940-х начал заниматься дзюдо, но вскоре перешёл в борьбу.
В 1948 году представлял Великобританию на Олимпийских играх, боролся по греко-римской борьбе в полутяжёлом весе, и сумел добраться до пятого места.
См. таблицу турнира
В 1950 году стал бронзовым призёром Игр Британской империи. В 1951 году на чемпионате мира остался седьмым.
В 1952 году на Олимпийских играх выступал уже в соревнованиях по вольной борьбе в тяжёлом весе, и завоевал бронзовую медаль.
См. таблицу турнира
В 1954 году завоевал звание чемпиона Игр Британской империи и Содружества наций.
В 1956 году на Олимпийских играх выступал в соревнованиях по вольной борьбе в тяжёлом весе и остался четвёртым.
См. таблицу турнира
В 1958 году на Играх Британской империи и Содружества наций остался только шестым.
В 1960 году выступал в соревнованиях по вольной борьбе в тяжёлом весе и остался лишь девятым.
См. таблицу турнира
В 1960-е годы побеждал на местных соревнованиях по бегу на роликовых коньках и виндсёрфингу, а последнюю медаль в виндсёрфинге выиграл в возрасте 67 лет.
Известен также как актёр, снимался в фильмах «Ночь и город» (1950) и Mad About Men (1954), а также был задействован в документальных фильмах The Golden Gong (1985) и World of Sport (1964).
Но Кен Ричмонд появлялся на экранах по всему миру намного чаще, чем любой из актёров. В 1954 году за 100 фунтов стерлингов он снялся во всемирно известной заставке компании Rank Organisation. Он был четвёртым и последним (до закрытия компании в 1980 году) человеком, бьющим в гонг в заставке перед фильмами этой компании. Незадолго перед смертью он признался, что гонг не был настоящим, а был сделан из папье-маше.
В 1969 году стал свидетелем Иеговы. В течение двух лет был миссионером на Мальте. Вернувшись в Великобританию, перебивался случайными заработками, включая мойку окон, также работал в системе свидетелей Иеговы в южной Англии.
В 2001 году попал в автомобильную аварию, в результате которой получил тяжёлые травмы груди. Умер в 2006 году от сердечного приступа.